# Civenna
Civenna är en ort och frazione i kommunen Bellagio i provinsen Como i regionen Lombardiet i Italien. 
Civenna upphörde som kommun den 4 februari 2014 och bildade med den tidigare kommunen Bellagio den nya kommunen Bellagio. Den tidigare kommunen hade 745 invånare (2013).